# Kempynus latiusculus
Kempynus latiusculus är en insektsart som först beskrevs av Robert McLachlan 1894.
Kempynus latiusculus ingår i släktet Kempynus och familjen vattenrovsländor. Inga underarter finns listade i Catalogue of Life.